# Grayenulla waldockae
Grayenulla waldockae là một loài nhện trong họ Salticidae.
Loài này thuộc chi Grayenulla. Grayenulla waldockae được Marek Żabka miêu tả năm 1992.